# Ajuntament d'Arenys de Mar
L'Ajuntament d'Arenys de Mar és una obra d'Arenys de Mar (Maresme) protegida com a bé cultural d'interès local.

## Descripció
Edifici de tres plantes amb un gran porxo d'arcs rebaixats a la façana principal, que dona a la plaça. Als pisos hi ha obertures amb balcons de brancals i llindes de pedra. La teulada és a quatre vessants.

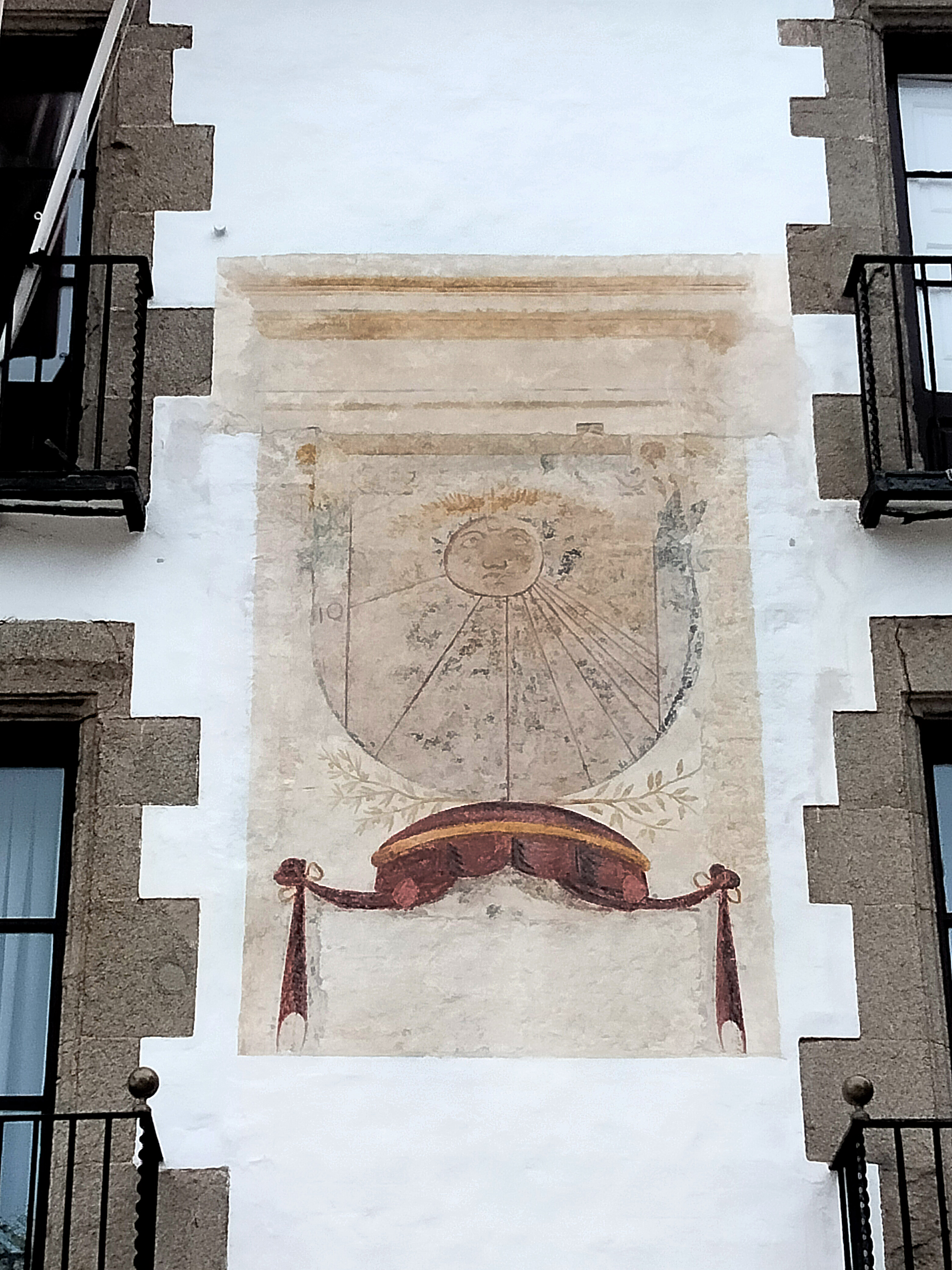
Rellotge de sol del a la façana de la plaça de la Vila

Forma un conjunt amb l'edifici del costat en el qual hi ha la biblioteca i l'Arxiu municipal Fidel Fita.

## Història
Aquest edifici antigament era un hostal del segle xvii. L'any 1773 fou transformat en Consistori, i actualment encara té aquesta funció.